# II. třída okresu Kolín
II. třída okresu Kolín (Okresní přebor II. třídy) patří společně s ostatními druhými třídami mezi osmé nejvyšší fotbalové soutěže v Česku. Je řízena Okresním fotbalovým svazem Kolín. Hraje se každý rok od léta do jara se zimní přestávkou. Účastní se ji 14 týmů z okresu Kolín, každý s každým hraje jednou na domácím hřišti a jednou na hřišti soupeře. Celkem se tedy hraje 26 kol. Vítězem se stává tým s nejvyšším počtem bodů v tabulce a postupuje do I.B třídy Středočeského kraje - skupiny A. Poslední dva týmy sestupují do III. třídy okresu Kolín. Do II. třídy vždy postupuje vítězný tým z každé ze dvou skupin III. třídy (skupiny A a B).

## Vítězové
| Ročník    | Vítězný tým            |
| --------- | ---------------------- |
| 2003/2004 | FC Velim „B“           |
| 2004/2005 | SK Nebovidy            |
| 2005/2006 | TJ Sokol Zásmuky       |
| 2006/2007 | FK Viktoria Velký Osek |
| 2007/2008 | TJ Sokol Býchory       |
| 2008/2009 | TJ Sokol Býchory       |
| 2009/2010 | TJ Tři Dvory           |
| 2010/2011 | SK Třebovle            |
| 2011/2012 | TJ Sokol Býchory       |
| 2012/2013 | SK Břežany II          |
| 2013/2014 | TJ Kouřim              |
| 2014/2015 | FK Polepy              |
| 2015/2016 | SK Český Brod „B“      |
| 2016/2017 | SK Bečváry             |
| 2017/2018 | AFK Pečky              |
| 2018/2019 |                        |